# Hochstetter-ősbéka
A Hochstetter-ősbéka (Leiopelma hochstetteri) a kétéltűek (Amphibia) osztályában, a békák (Anura) rendjében, azon belül az ősbékafélék (Leiopelmatidae) családjához tartozó egyik faj.
A faj a nevét Ferdinand von Hochstetter német geológusról kapta.

## Előfordulása
Új-Zéland területén honos. A hegyi patakok közelében él.

## Megjelenése
Ez a kisméretű, pusztán 5 cm-es béka csigolyáinak formája egyetlen ma élő kétéltűhöz sem hasonlítható, csak a megkövesedett maradványokból ismert. Emiatt feltételezik, hogy a Hochstetter-ősbéka az egyik ma élő legősibb békafaj.
Ezt a csigolyatípust amphyocoel néven ismerjük (elöl-hátul konkáv), ennek alapján az őslénytani rendszerek az Amphyocoelida alrendbe sorolják.

## Életmódja
Idejének java részét a talajon, az aljnövényzetben tölti, a sziklák és korhadó fatönkök alatt rovarok után kutat.

## Szaporodása
A többi békától eltérően, a Hochstetter-ősbéka átalakulása nem a vízben zajlik. Az ebihalak a kocsányos petetokban fejlődnek kisbékává. Amikor előjönnek a tokból, már csak megnyúlt farkuk emlékeztet átalakulásukra, bár a fejlődésnek ebben a fázisában tüdejük még nem teljesen fejlett. A hajszálerekkel sűrűn átszőtt farkuk bőrén keresztül jutnak a szükséges mennyiségű oxigénhez.

## Természetvédelmi állapota
Az élőhelyének elvesztése fenyegeti és behurcolt patkányok megdézsmálják a faj élő egyedeit. Az IUCN vörös listája a sebezhető kategóriába sorolja.